# Atopophysa opulens
Atopophysa opulens är en fjärilsart som beskrevs av Louis Beethoven Prout 1914. Atopophysa opulens ingår i släktet Atopophysa och familjen mätare. Inga underarter finns listade i Catalogue of Life.